# Établissement public du parc et de la grande halle de la Villette
L'Établissement public du parc et de la grande halle de la Villette (EPPGHV) est un établissement public à caractère industriel et commercial (EPIC) placé sous la tutelle du ministère de la Culture, créé en 1993 avec pour mission « d'animer, d'exploiter et de promouvoir l'ensemble culturel urbain » formé par le parc de la Villette et la grande halle de la Villette, situés dans le quartier du Pont-de-Flandre, dans le 19e arrondissement de Paris.

## Histoire
L'EPPGHV est créé par le décret du 25 janvier 1993. Il est né de la fusion de l'Établissement public du parc de la Villette (EPPV), de la Société d'économie mixte de la Villette (SEMVI) et de l'Association de la Grande Halle.

## Direction

### Présidence
Les présidents et présidentes de l'EPPGHV ont été successivement :
- Jean Audouze, nommé en 1993[b] ;
- Bernard Latarjet, nommé en 1996[c] et reconduit en 1999[d], 2002[e] et 2005[f] ;
- Jacques Martial, nommé en 2006[g] et reconduit en 2010[h] ;
- Didier Fusillier, nommé en 2015[i] et reconduit en 2020[j] ;
- Blanca Li, nommée en 2024[k].

Présidents et présidentes de l'EPPGHV
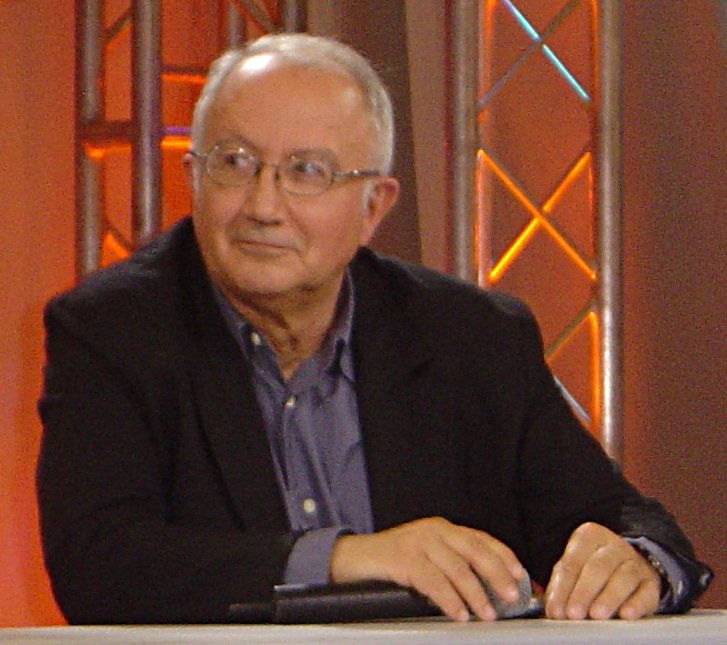
Jean Audouze (1993–1996)
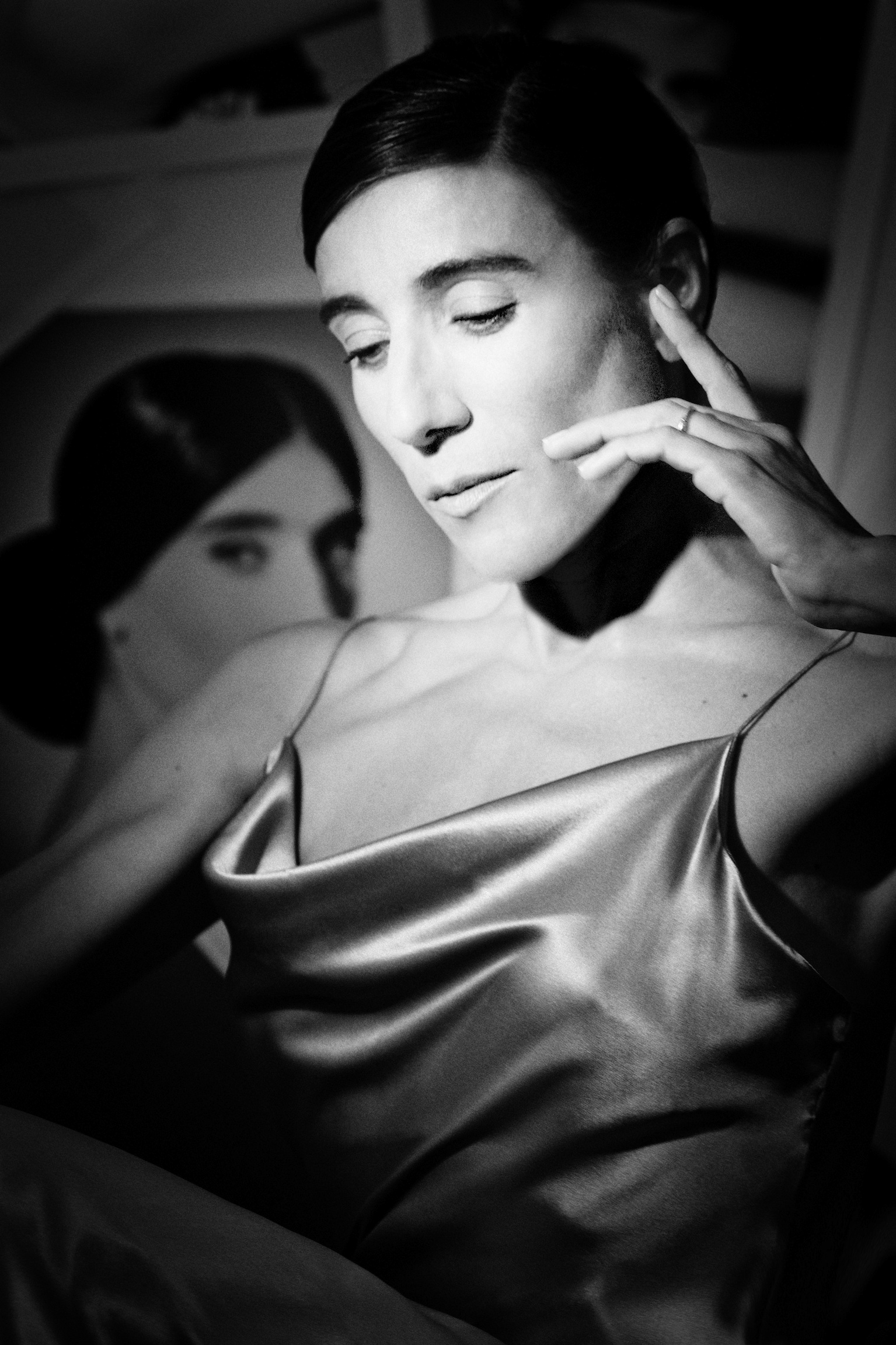
Blanca Li (depuis 2024)

### Direction générale
Les directeurs généraux et directrices générales de l'EPPGHV ont été successivement :
- Christian Gay-bellile (d), nommé en 1993[l] ;
- Jean-Claude Walter, nommé en 1993[m] ;
- Monique Barbaroux (d), nommée en 1996[n] ;
- Jean-François Chougnet (d), nommé en 2000[o] ;
- Florence Berthout, nommée en 2007[p] ;
- Marie Villette (d), nommée en 2016[q] ;
- Laura Chaubard, nommée en 2019[r] ;
- Sophie-Justine Lieber, nommée en 2022[s].